# Mohamed Hamdy Zaky
Mohamed Hamdy Zaky (Alejandría, 13 de diciembre de 1991) es un futbolista egipcio que juega en la demarcación de portero para el Tala'ea El-Gaish Sporting Club de la Premier League de Egipto.

## Selección nacional
Tras jugar en las categorías inferiores de la selección, finalmente hizo su debut con la selección de fútbol de Egipto en un partido amistoso contra Malaui que finalizó con un resultado de 2-1 a favor del combinado egipcio tras los goles de Ahmed Hassan Mekky y Mohamed El Gabbas para Egipto, y de John Banda para Malaui.

## Clubes
| Club                           | País   | Año       | Partidos | Goles |
| ------------------------------ | ------ | --------- | -------- | ----- |
| Al-Ittihad Alexandria Club     | Egipto | 2010-2015 | 75       | 15    |
| Smouha SC (cedido)             | Egipto | 2016      | 16       | 5     |
| Al-Ahly                        | Egipto | 2016-2017 | 1        | 0     |
| ENPPI SC (cedido)              | Egipto | 2017      | 11       | 3     |
| Smouha SC                      | Egipto | 2017-2019 | 51       | 9     |
| Ismaily SC                     | Egipto | 2019-2020 | 23       | 0     |
| El-Mokawloon El-Arab SC        | Egipto | 2020-2022 | 45       | 7     |
| Aswan SC                       | Egipto | 2022-2023 | 29       | 12    |
| Tala'ea El-Gaish Sporting Club | Egipto | 2023-     | 14       | 2     |